# Seznam starostů Tórshavnu

Znak Tórshavnar kommuny

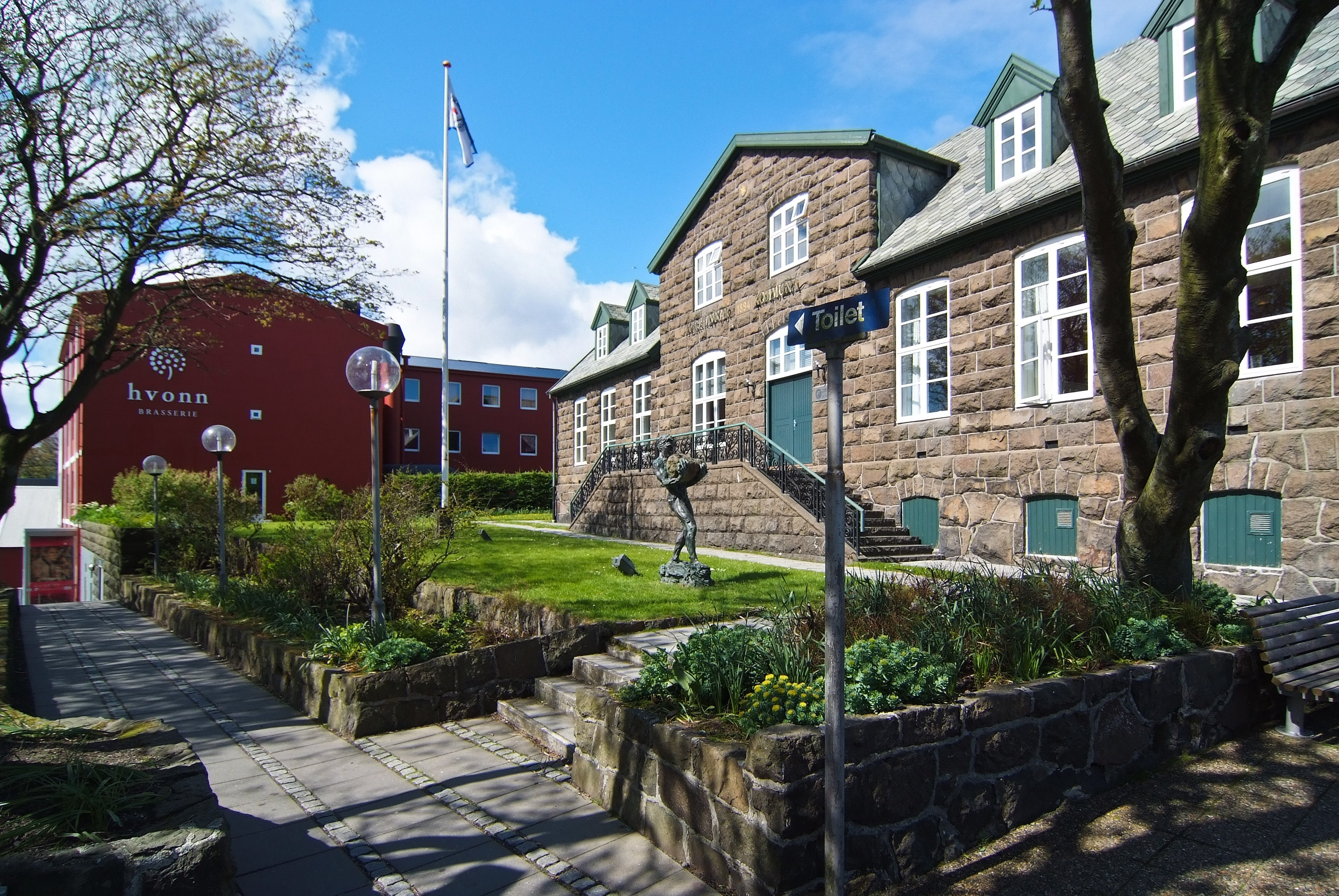
Radnice v Tórshavnu

Zde je seznam starostů Tórshavnar kommuny na Faerských ostrovech, jejímž správním centrem je město Tórshavn. Dosud jedinou ženou v této pozici byla Lisbeth L. Petersenová.
| Portrét                              | Starosta (žil v letech)                          | Od   | Do   | Strana              |
| ------------------------------------ | ------------------------------------------------ | ---- | ---- | ------------------- |
| Olaf Finsen                          | Olaf Finsen (1859-1937)                          | 1904 | 1909 | Nezávislý           |
| Mads Andrias Winther                 | Mads Andrias Winther (1871-1923)                 | 1909 | 1912 | Framburðsfelagið    |
| Søren Emil Müller                    | Søren Emil Müller (1856-1922)                    | 1913 | 1920 | Føroya Væl          |
| Anton Degn                           | Anton Degn (1871-1950)                           | 1921 | 1922 | Føroya Væl          |
| Hans Christoffer Wenningsted Tórgarð | Hans Christoffer Wenningsted Tórgarð (1885-1957) | 1922 | 1924 | Føroya Væl          |
| Zde                                  | Valdemar Lützen (1878-1957)                      | 1925 | 1928 | Føroya Væl          |
|                                      | Johannes Olaus Joensen (1885-1955)               | 1929 | 1932 | Føroya Væl          |
| Mads Andreas Jacobsen                | Mads Andreas Jacobsen (1891-1944)                | 1933 | 1944 | Framburðsfelagið    |
| Johan Pauli Henriksen                | Johan Pauli Henriksen (1902-1980)                | 1944 | 1948 | Arbeiðsmannafelagið |
|                                      | Kjartan Mohr (1899-1979)                         | 1948 | 1951 | Framburðsfelagið    |
| Johan Pauli Henriksen                | Johan Pauli Henriksen (1902-1980)                | 1952 | 1957 | Javnaðarlistin      |
|                                      | Sigfried Skaale (1906-1977)                      | 1958 | 1967 | Fólkaflokkurin      |
|                                      | Peter Ferdinand Christiansen (1923-)             | 1968 | 1969 | Sambandsflokkurin   |
|                                      | Hanus við Høgadalsá (1913-1998)                  | 1970 | 1970 | Tjóðveldisflokkurin |
|                                      | Kjartan Mohr (1899-1979)                         | 1971 | 1971 | Framburðsflokkurin  |
|                                      | Petur Christiansen (1923-2006)                   | 1972 | 1980 | Fólkaflokkurin      |
|                                      | Poul Michelsen (1944-)                           | 1981 | 1992 | Fólkaflokkurin      |
|                                      | Lisbeth Beate Lindenskovová Petersenová (1939-)  | 1993 | 1996 | Sambandsflokkurin   |
|                                      | Leivur Hansen (1951-)                            | 1997 | 2000 | Tjóðveldisflokkurin |
|                                      | Jan Christiansen (1958-)                         | 2001 | 2004 | Fólkaflokkurin      |
| Zde                                  | Heðin Mortensen (1946-)                          | 2005 | 2016 | Javnaðarflokkurin   |
|                                      | Annika Olsenová (1975-)                          | 2017 | 2020 | Fólkaflokkurin      |
| Zde                                  | Heðin Mortensen (1946-)                          | 2021 | 2024 | Javnaðarflokkurin   |
|                                      | Elsa Bergová (1996-)                             | 2025 |      | Tjóðveldi           |